# کلیرنس (ویزا)
نظر امنیتی مشورتی یا کلیرنس ویژه واشینگتن, که معمولاً به آن کلیرنس امنیتی, کلیرنس اداری, یافراوری اداری گفته می‌شود، فرایندی است که وزارت امور خارجه ایالات متحده آمریکا و وابسته‌های دیپلماتیک ایالات متحده آمریکا برای تصمیم‌گیری در خصوص اعطای ویزای ایالات متحده آمریکا به متقاضیان روادید یا رد آن به کار می‌گیرند. این فرایند شامل ارسال درخواستی از یک ایستگاه صدور ویزا به مقر وزارت امور خارجه در واشینگتن، دی.سی.,به منظور تحقیق در خصوص پروندهٔ فرد در رابطه با جاسوسی، تروریسم، و صدور غیرقانونی فناوری به خارج از ایالات متحده است.
این فرایند جدا از وزارت امور خارجه، سازمان‌های دیگری در دولت فدرال ایالات متحده آمریکا، خصوصاً آنها که زیرمجموعهٔ وزارت امنیت داخلی ایالات متحده آمریکا هستند را درگیر می‌کند. برخی از سازمان‌های درگیر عبارتند از: اف‌بی‌آی، سیا، اداره مبارزه با مواد مخدر آمریکا، وزارت بازرگانی ایالات متحده آمریکا، دفتر کنترل سرمایه‌های خارجی وزارت خزانه داری، و دفتر امنیت بین‌المللی و عدم اشاعه وزارت امور خارجه. این فرایند ممکن است شامل چک کردن با پلیس بین‌الملل باشد.

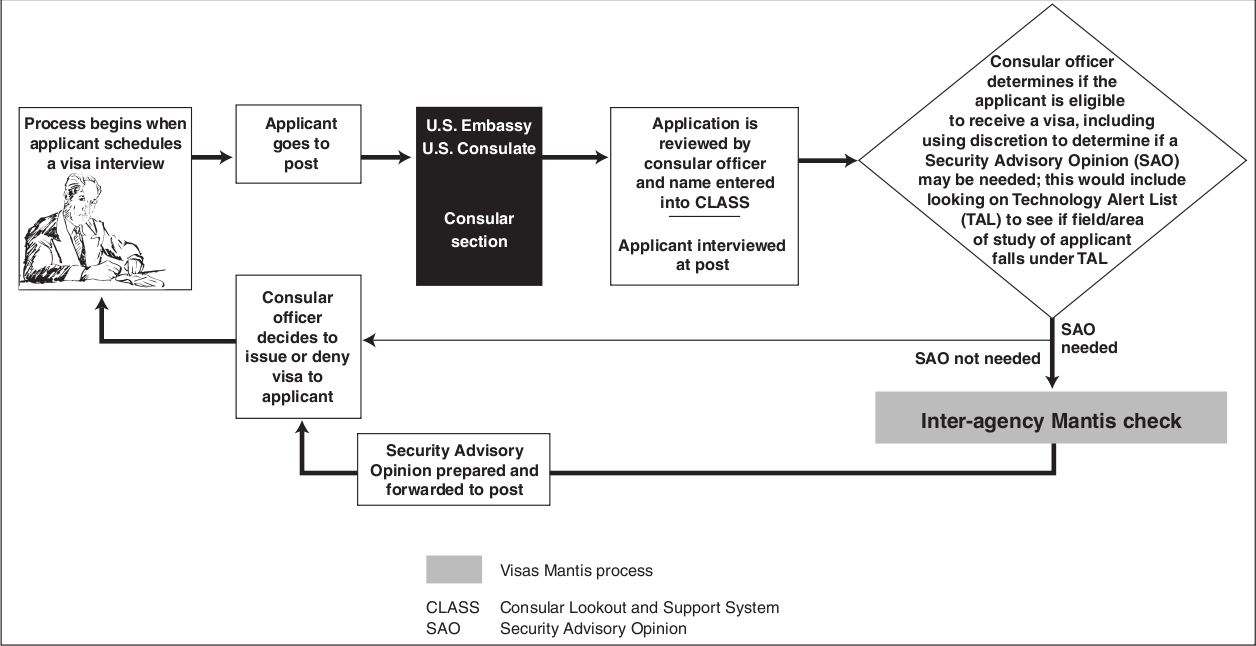
فرایند صدور ویزای آمریکا

کلیرنس منشأ تاخیرهای طولانی در تعیین صدور ویزا برای یک شهروند غیرآمریکایی است. نتیجتاً دیوان محاسبات آمریکا در گزارشی در سال ۲۰۰۴ دریافت که «دانشجویان زمینه‌های علمی ممکن است به این دلیل به آمریکا نیایند و پیشرفت فناورانه آمریکا ممکن است به خطر بیفتد.»